# Limia caymanensis
Limia caymanensis är en fiskart som beskrevs av Luis R. Rivas och Fink, 1970. Limia caymanensis ingår i släktet Limia och familjen Poeciliidae. Inga underarter finns listade i Catalogue of Life.